# Пупс

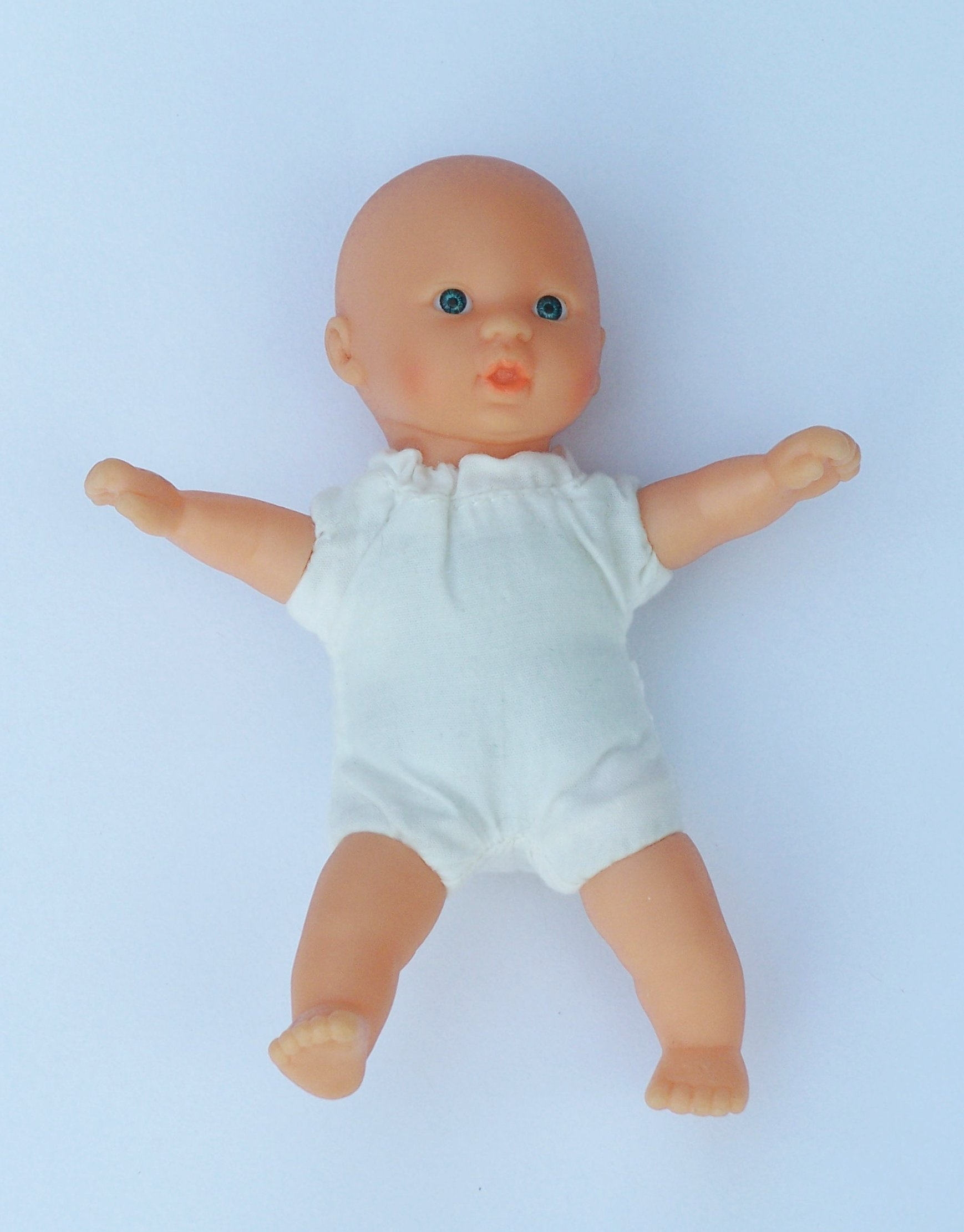
Пупс «Дюймовочка» фирмы Simba Toys

Пупс — кукла в виде ребёнка-младенца. Изготавливается из резины и винила, которые легко моются и являются гибкими, что позволяет их легко держать и одевать. Первого пупса выпустили в Германии в 1909 году.
В большинстве случаев пупс является первой куклой ребёнка. В ходе игры ребёнок отождествляет его с младенцем, воображает себя мамой, которая ухаживает за ребёнком. Пупсы входят в набор игрушек детского сада.
Пупсы могут иметь разные размеры и функции. С самыми простыми дети просто играют, только воображая действие кормления, пеленают и одевают их. С более сложными можно не только проводить кормление, но и менять подгузники, например. В 1991 году австралийская фирма Zapf Creation начала производство пупса Baby Born, который полностью имитирует живого младенца.
Дети до 2 лет ещё не ассоциируют куклу с ребёнком, однако они могут использовать куклу для изучения частей тела человека. Со временем до 7 лет дети начинают предпринимать в отношении пупсов осознанные действия. В 7 лет дети теряют интересы к пупсам и начинают играть с «ролевыми» куклами.
В СССР отношения к пупсам менялись в разные годы.

## Галерея

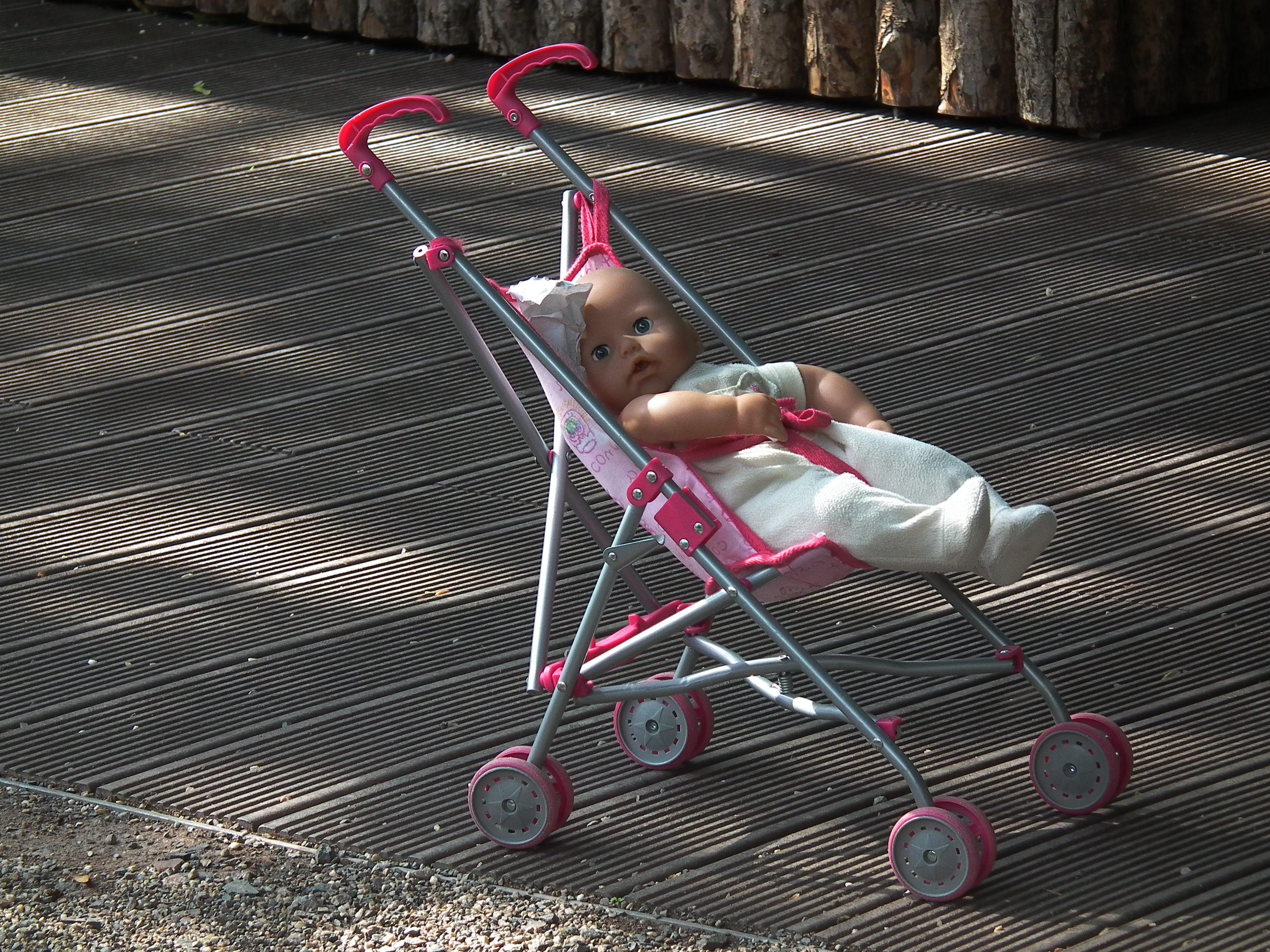
Пупс в игрушечной коляске
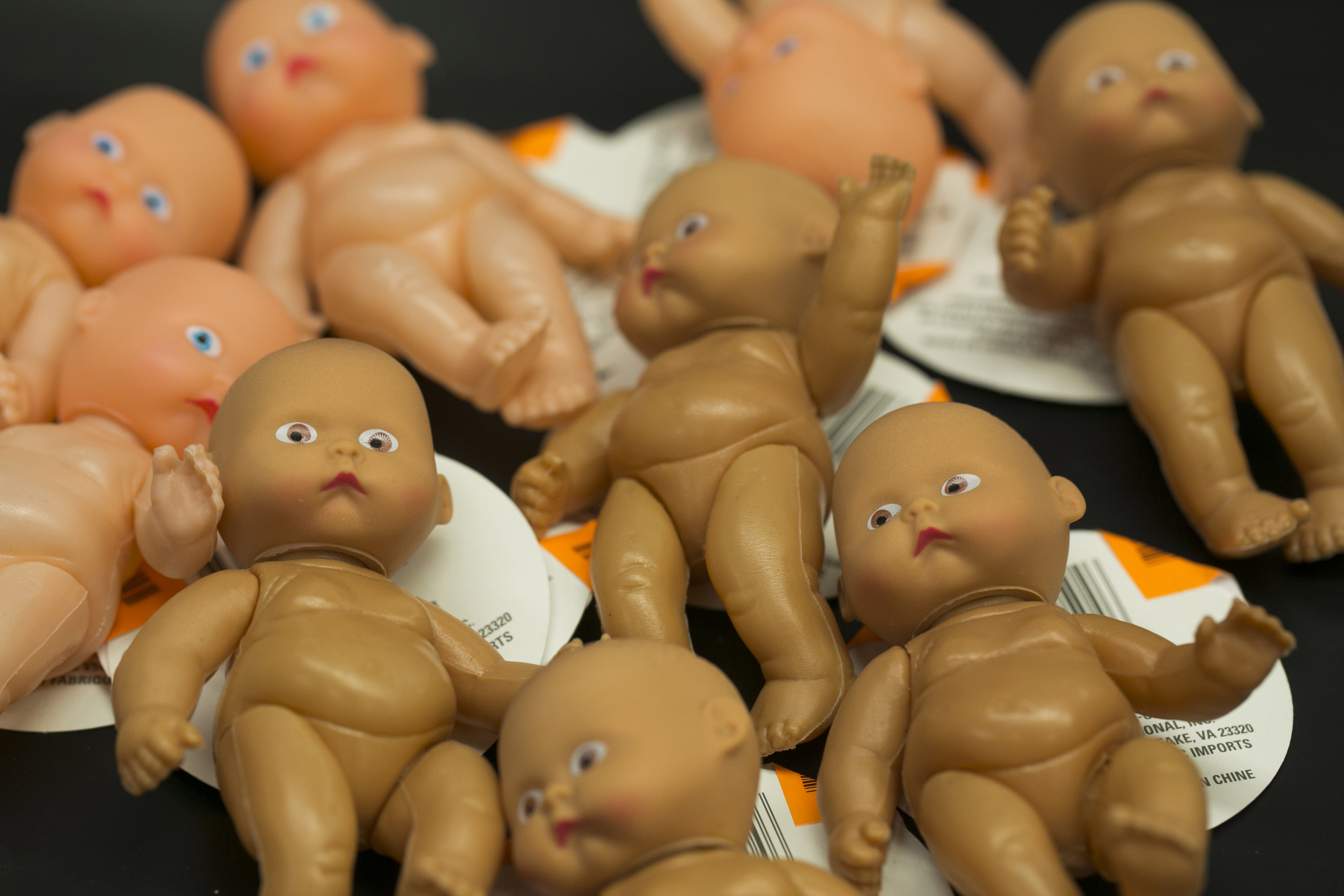
Пупсы из Китая, которые запрещено ввозить в США из-за опасного химического материала